# جامع الفرقان (الأنبار)
جامع الفرقان من مساجد العراق الحديثة، ويقع في قضاء الرمادي في محافظة الأنبار، قرب شارع المعارض، وبني في عام 1415هـ/1995م، من قبل المتبرع (مهدي صالح فايز)، وهو من المساجد الكبيرة حيث تبلغ مساحته 5000م2، وتقام فيه صلاة الجمعة وصلاة العيدين والصلوات الخمس.
ويحتوي المسجد على حرم كبير فيه مصلى مساحته 1000م2 ويتسع لأكثر من 1000 مصل، وبطول 20م وبعرض 50م، ومقابل الحرم طارمة مسقفة بأعمدة كونكريتية، وعرضها بعرض الحرم وبطول 3 أمتار، وعلى سطحهِ منارة مئذنة بسيطة مصنوعة من برج مكون من أعمدة حديدية، وتحيط الجامع حديقة واسعة. ويحتوي على غرفة مخصصة للإمام وخدم الجامع.